# Mitch Evans
Mitchell Evans (Auckland, 24 juni 1994), is een autocoureur uit Nieuw-Zeeland die in 2010 de Toyota Racing Series won en hetzelfde jaar tweede werd in het Australische Coureurskampioenschap ondanks dat hij drie races miste. Door het winnen van de Grand Prix van Nieuw-Zeeland werd hij de jongste winnaar ooit van een internationale Grand Prix.

## Carrière

### Vroege carrière
Evans was een kampioenschapskarter in de 100cc-karts en won ook de CIK Trophy van Nieuw-Zeeland op JICA-niveau. Hij ging in 2007 rijden in de Formule First in drie races van de Winter Series op Manfeild Autocourse, waarmee hij het seizoen als achttiende eindigde in het kampioenschap. In het seizoen 2007-2008 nam hij aan alle races deel. Hij eindigde als negende in het kampioenschap en heeft één snelste ronde neergezet.

### Formule Ford
Hij keerde terug naar Manfield voor de Winter Series van 2008, maar nu in de Formule Ford, waarbij hij zeven van de twaalf races weet te winnen en het kampioenschap behaalt. In zijn nationale Formule Ford-campagne in 2008-2009 streed Evans om het kampioenschap met Richie Stanaway die het kampioenschap binnenhaalde met meer dan 100 punten verschil. Evans won zes races in het seizoen, met twee overwinningen op Taupo en Manfeild.
In 2009 ging Evans deelnemen aan het Australische Formule Ford-kampioenschap en nam ook deel aan het staatskampioenschap van Victoria. Evans was tweede in beide kampioenschappen met enkel Luke Ellery voor zich in het staatskampioenschap en zijn teamgenoot Nick Percat in het landelijke kampioenschap. Tijdens het seizoen werd Evans de jongste coureur ooit in het kampioenschap die een race won, in augustus op Sandown Raceway in August. Naast deze overwinning behaalde hij nog vijf andere races inclusief alle drie de races (een 'weekend sweep') op Queensland Raceway en twee overwinningen op Surfers Paradise.

### Formule 3
Evans was gekozen door het Australische Formule 3-team om deel te nemen aan de laatste ronde van het seizoen op Sandown. BRM verwierf Evans' diensten om te helpen met het prolongeren van het kampioenschap na Joey Foster. Evans had snel de pace gevonden, want hij zette de snelste tijd neer in de officiële trainingssessie en de derde plaats in de kwalificatie. In de eerste race eindigde hij als vierde in de race en als derde in de Gold Star-klasse. In de tweede race won Evans zijn eerste race en werd hiermee de jongste winnaar van de Formule 3 Superprix, maar zijn teamgenoot Foster won het Australische Coureurskampioenschap.
In 2010 reed Evans in de Nieuw-Zeelandse Toyota Racing Series voor het team Giles Motorsport. In de eerste ronde behaalde Evans de pole position en de overwinning, wat niet meer is gebeurd sinds Brendon Hartley zijn debuut maakte in 2005. Hij behaalde een tweede overwinning op Timaru en won de eerste hedendaagse formulerace op het nieuwe Hampton Downs Motorsport Park. Hij behaalde de titel op Taupo met drie punten verschil op zijn landgenoot Earl Bamber, die wel alle races won op dat circuit.
Evans keerde terug naar de Australische Formule 3 voor het Australische Coureurskampioenschap en won de eerste drie races van het seizoen op Wakefield Park. Hij nam niet deel aan de tweede ronde op Symmons Plains om een Formule Abarth-auto te testen op Misano in Italië. Maar hij kwam snel terug met drie overwinningen op Phillip Island. Uiteindelijk verloor hij met een punt verschil het kampioenschap op de Brit Ben Barker.
In 2012 reed Evans de laatste twee raceweekenden in de Toyota Racing Series voor Giles Motorsport. Hij won twee races en eindigde tweemaal als tweede. Omdat hij niet alle races meedeed, eindigde hij slechts als negentiende in het kampioenschap. Ook in 2013 nam hij deel aan één raceweekend op het Hampton Downs Motorsport Park voor Giles Motorsport, waarin hij tweemaal won en eenmaal vierde werd.

### GP3
Op 13 februari 2011 werd Evans de jongste coureur ooit die de Grand Prix van Nieuw-Zeeland wist te winnen. Enkele minuten nadat hij over de finish ging werd bekend dat hij mag rijden in de GP3 Series voor MW Arden. Hij kreeg hier Simon Trummer en Lewis Williamson als teamgenoten. Hij presteerde goed in de eerste seizoenshelft waarin hij de eerste race op het Circuit de Catalunya wist te winnen en na de races op het Valencia Street Circuit zelfs het kampioenschap leidde. Uiteindelijk behaalde hij in de laatste 10 races van het kampioenschap nog slechts 3 punten en eindigde hij uiteindelijk als negende in het kampioenschap.
In 2012 bleef hij rijden voor MW Arden, maar nu met David Fumanelli en Matias Laine als teamgenoten. Hij leidde na bijna elke race het kampioenschap en won deze ook met 2 punten voorsprong op Daniel Abt. Hij won drie races en stond in totaal zes keer op het podium.

### GP2
In 2013 stapte Evans over naar de GP2 Series, waar hij opnieuw ging rijden voor Arden, met Johnny Cecotto jr. als teamgenoot. In zijn eerste raceweekend op het Sepang International Circuit behaalde hij met een derde plaats meteen zijn eerste podium, waarmee hij de jongste GP2-coureur werd die dit deed. Hij behaalde nog drie andere podiumplaatsen, waaronder twee op het Circuit de Monaco, waardoor hij als veertiende in het kampioenschap eindigde met 56 punten.
In 2014 stapte Evans over naar de regerend kampioen bij de teams Russian Time, waar hij de teamgenoot werd van Artjom Markelov. Op Silverstone behaalde hij zijn eerste overwinning in het kampioenschap, waarna hij er op de Hockenheimring er een tweede overwinning aan toevoegde. Met vier andere podiumplaatsen en 174 punten eindigde hij achter Jolyon Palmer, Stoffel Vandoorne en Felipe Nasr als vierde in het kampioenschap.
In 2015 kwam Evans opnieuw uit in de GP2 voor Russian Time. Na een moeilijke start van het jaar keerde hij het tij in de tweede seizoenshelft met overwinningen op het Autodromo Nazionale Monza en het Bahrain International Circuit. Hierdoor werd hij uiteindelijk vijfde in de eindstand met 135 punten.
In 2016 stapt Evans over naar Campos Racing in de GP2. Hij won de eerste race op de Red Bull Ring.

### Formule E
In het seizoen 2016-2017 maakt Evans zijn debuut in de elektrische klasse Formule E voor het eveneens debuterende Jaguar Formula E Team naast Adam Carroll.